# Seututie 369
Pour les articles homonymes, voir Route 369.
La route régionale 369 (finnois : Seututie 369) est une route régionale allant de Jaala à Tuohikoti dans la partie nord de la ville de Kouvola en Finlande,.

## Présentation
La seututie 369 est une route régionale de vallée de la Kymi.
Elle part de son intersection avec la route principale 46, située à l'est du centre de l'ancienne commune de Jaala.
À Tuohikotti, elle contourne l'école et l'église de Tuohikotti avant de se terminer à son croisement de la route nationale 15.